# Nasledna neuropatija
Nasledne neuropatije, Charcot-Marie-Tooth–ova bolest, nasledne genetski determinisane neuropatije bolesti su perifernog nervnog sistema od korenova kičmene moždine do slobodnih nervnih završetaka perifernih nerava, koje nastaju kao direktna posledica mutacije gena ili pratećih poremećaja kod primarnih naslednih metaboličkih bolesti.

## Istorijat
Prvi put nasledne genetski determinisane neuropatije opisali su J. M. Charcot, P. Marie i H. H. Tooth 1886 godine i po njima one nose naziv Charcot-Marie-Tooth (CMT).
Prvu klasifikaciju nasljednih neuropatija dali su Dyck i Lambert 1968. godine.

## Epidemiologija
Prevalenca naslednih neuropatija, krće se oko 1-4 slučaja na 10.000 stanovnika.
Najveći broj ovih bolesti ima relativno benigan i sporo progresivni tok, tako na najveći broj bolesnika živi manje ili više normalanim život.

## Etiološka klasifikacija naslednih neuropatija
Nasledne neuropatije mogu biti primarne (kao direktna posledica mutacije gena koji kodira jedan ili više konstituenata mijelina ili aksona ili sekundarne (kod primarnih naslednih metaboličkih bolesti).
A. Nasleđene genetski determinisane bolesti
| Oznaka | Etiološki faktori | Vrste neuropatija |
| ------ | ----------------- | --- |
| A-1    | Primarne          | Hereditarne motorne i senzitivne neuropatije (HMSN) • Hereditarne senzitivne i autonomne neuropatije (HSAN) • Hereditarne motorne neuropatije (HMN) • Hereditarne rekurentne fokalne neuropatije (Hereditarna neuropatija sa sklonošću ka kompresivnim paralizama-HNPP) • Hereditarna neuralgična amiotrofija. |
| A-2    | Sekundarne        | Familijarna amiloidna polineuropatija • Porfirijska polineuropatija • Polineuropatije kod naslednih bolesti metabolizma masti lipoproteina • Polineuropatije kod naslednih bolesti metabolizma ugljenih hidrata.                                                                                               |

## Literatura
- Yiu, Eppie M.; Burns, Joshua; Ryan, Monique M.; Ouvrier, Robert A. (2008). „Neurophysiologic abnormalities in children with Charcot-Marie-Tooth disease type 1A”. Journal of the Peripheral Nervous System. 13 (3): 236—241. PMID 18844790. S2CID 205694771. doi:10.1111/j.1529-8027.2008.00182.x.
- Krajewski, K. M.; Lewis, R. A.; Fuerst, D. R.; Turansky, C.; Hinderer, S. R.; Garbern, J.; Kamholz, J.; Shy, M. E. (2000). „Neurological dysfunction and axonal degeneration in Charcot-Marie-Tooth disease type 1A”. Brain. 123 (7): 1516—1527. PMID 10869062. doi:10.1093/brain/123.7.1516.